# Finalissima Femenina 2023
La Finalissima Femenina Conmebol-UEFA 2023 fue la primera edición del torneo disputado entre las campeonas de la Copa América Femenina y de la Eurocopa Femenina. El partido se llevó a cabo el 6 de abril de 2023.
Su realización fue anunciada el 28 de septiembre de 2021. El 26 de octubre de 2022 se confirmó que el partido se disputaría en el Estadio de Wembley.
El partido lo disputaron Inglaterra, ganadora de la Eurocopa Femenina de la UEFA 2022, y Brasil, ganadora de la Copa América Femenina 2022. Se jugó en el estadio de Wembley en Londres, Inglaterra, el 6 de abril de 2023, y fue organizado por la UEFA y la CONMEBOL como parte de una colaboración renovada entre las dos confederaciones.
Inglaterra ganó el partido 4-2 en los penaltis luego de un empate 1-1 después de 90 minutos para asegurar el título inaugural de la Finalissima femenina.

## Participantes
|   | Equipo     | Vía de clasificación                                      | Fecha de clasificación | Participaciones | Última participación | Mejor desempeño |
| - | ---------- | --------------------------------------------------------- | ---------------------- | --------------- | -------------------- | --------------- |
| 1 | Inglaterra | Campeona de la Eurocopa Femenina (2022) (1.er título)     | 31 de julio de 2022    | 1               | Debutante            | Debutante       |
| 2 | Brasil     | Campeona de la Copa América Femenina (2022) (8.vo título) | 30 de julio de 2022    | 1               | Debutante            | Debutante       |

## Sede
| Londres                          |
| -------------------------------- |
| Gran Londres, Estadio de Wembley |
| Capacidad: 90 000                |
|                                  |

## Partido
| 6 de abril de 2023 | Inglaterra                                   | 1:1 (1:0) (4:2 p.)         | Brasil                                   | Estadio de Wembley, Londres                                                     |                                                                                 |
| 19:45 (UTC+1)      | Toone 23'                                    | Reporte                    | Andressa 90+3'                           | Asistencia: 83.132 espectadores Árbitra: Stéphanie Frappart VAR: Jérôme Brisard | Asistencia: 83.132 espectadores Árbitra: Stéphanie Frappart VAR: Jérôme Brisard |
|                    |                                              | Tiros desde el punto penal |                                          |                                                                                 |                                                                                 |
|                    | - Stanway - Toone - Daly - Greenwood - Kelly |                            | - Adriana - Tamires - Rafaelle - Kerolin |                                                                                 |                                                                                 |

|  |  |

| POR            | 1  | Mary Earps       | 76' |     |
| DEF            | 2  | Lucy Bronze      |     |     |
| DEF            | 5  | Leah Williamson  |     |     |
| DEF            | 6  | Alex Greenwood   |     |     |
| DEF            | 3  | Jess Carter      |     |     |
| MED            | 4  | Keira Walsh      |     |     |
| MED            | 8  | Georgia Stanway  |     |     |
| MED            | 10 | Ella Toone       |     |     |
| DEL            | 7  | Lauren James     |     | 74' |
| DEL            | 11 | Lauren Hemp      | 82' | 88' |
| DEL            | 9  | Alessia Russo    |     | 74' |
| Substitutas:   |    |                  |     |     |
| POR            | 13 | Ellie Roebuck    |     |     |
| POR            | 21 | Hannah Hampton   |     |     |
| DEF            | 12 | Maya Le Tissier  |     |     |
| DEF            | 14 | Esme Morgan      |     |     |
| DEF            | 15 | Niamh Charles    |     |     |
| DEF            | 23 | Lotte Wubben-Moy |     |     |
| MED            | 16 | Jordan Nobbs     |     |     |
| MED            | 18 | Laura Coombs     |     |     |
| DEL            | 17 | Chloe Kelly      |     | 74' |
| DEL            | 19 | Rachel Daly      |     | 74' |
| DEL            | 20 | Jess Park        |     |     |
| DEL            | 22 | Katie Robinson   |     | 88' |
| Entrenador:    |    |                  |     |     |
| Sarina Wiegman |    |                  |     |     |

| POR          | 12 | Letícia Izidoro |     |     |
| DEF          | 14 | Lauren          |     | 46' |
| DEF          | 3  | Kathellen       |     |     |
| DEF          | 4  | Rafaelle        | 39' |     |
| DEF          | 6  | Tamires         |     |     |
| MED          | 2  | Antônia         |     | 87' |
| MED          | 17 | Ary Borges      |     | 87' |
| MED          | 15 | Luana           |     | 69' |
| MED          | 21 | Kerolin         |     |     |
| DEL          | 16 | Beatriz         |     | 46' |
| DEL          | 18 | Geyse           |     |     |
| Substitutas: |    |                 |     |     |
| POR          | 1  | Camila          |     |     |
| POR          | 22 | Luciana         |     |     |
| DEF          | 13 | Tarciane        |     |     |
| DEF          | 19 | Yasmim          |     |     |
| DEF          | 20 | Fe Palermo      |     | 87' |
| MED          | 7  | Duda Francelino |     | 69' |
| MED          | 8  | Ana Vitória     |     |     |
| MED          | 9  | Andressa        |     | 46' |
| MED          | 10 | Duda Santos     |     |     |
| MED          | 25 | Gabi Portilho   |     |     |
| DEL          | 11 | Adriana         |     | 46' |
| DEL          | 23 | Gabi Nunes      |     | 87' |
| Entrenador:  |    |                 |     |     |
| Pia Sundhage |    |                 |     |     |

| Jugadora del Partido: Keira Walsh (Inglaterra) Árbitros asistentes: Élodie Coppola (Francia) Manuela Nicolosi (Francia) cuarto árbitro: Esther Staubli (Suiza) | Reglas de juego - 90 minutos - Tiros desde el punto penal si el marcador sigue empatado. - Máximo de doce suplentes nombradas - Máximo de cinco sustituciones |

| Bandera de Inglaterra         |
| Campeón Inglaterra 1.° título |

## Desarrollo
El partido empezó con una superioridad marcada por Las Leonas frente a la selección brasileña, de tantas presiones el gol finalmente llegó al minuto 23' por parte de Ella Toone tras una gran jugada colectiva del combinado inglés, la jugadora del Manchester United volvía a abrir el marcador para su selección en una final luego de hacer lo mismo frente a Alemania en la Eurocopa.
Durante el segundo tiempo los papeles se invirtieron y fue Brasil quien tuvo el dominio del partido la mayor parte del tiempo, aunque no lograba la igualdad del marcador, de forma inesperada casi sobre el final del partido en el minuto 90'+3' Andressa Alves aprovecha un error de Mary Earps y logra empatar la final para que se resuelva en la tanda de penales.

La tanda de penales se mantuvo en igualdad en los primeros lanzamientos con los aciertos de Stanway - Adriana y los fallos de Toone - Tamires, fue el fallo de Rafaelle Souza que le dio ventaja al equipo inglés al estrellar su tiro y que no entrara, fue Chloe Kelly quien definió el partido al igual que en la final de la Eurocopa para darle su segundo título al seleccionado inglés, Keira Walsh fue elegida como la jugadora del partido.